# 1999 في مصر
فيما يلي قوائم الأحداث التي وقعت خلال عام 1999 في مصر.

## أحداث
- 26 سبتمبر – الاستفتاء الرئاسي المصري 1999

## سياسة

### تعيين في المنصب
- 5 أكتوبر – عاطف عبيد رئيس الوزراء المصري.[1][2]

## رياضة
- 1 يناير – بطولة العالم لكرة اليد للرجال 1999

## ظهور
- 1 يناير – وجهات نظر

## أفلام
من الأفلام التي صدرت هذه السنة في مصر:
- 1 يناير – الآخر من إخراج يوسف شاهين.
- 1 يناير – العفاريت
- 1 يناير – المصير من إخراج يوسف شاهين.
- 1 يناير – جنون الحياة
- 1 يناير – عرق البلح من إخراج رضوان الكاشف.
- 1 يناير – فتاة من إسرائيل
- 1 يناير – همام في أمستردام
- 7 يوليو – كوكب الشرق من إخراج محمد فاضل (مخرج).
- 21 يوليو – عبود على الحدود من إخراج شريف عرفة.

## مواليد

### مارس
- 21 مارس – منة عرفة ممثلة مصرية.
- 21 مارس – يوسف أيمن حافظ
- 23 يناير -منه إبراهيمدكتورة علاج طبيعي

### مايو
- 29 مايو – حبيبة محمد لاعبة اسكواش مصرية.

### يونيو
- 19 يونيو – كمال الدين حسين (مواليد 1921) سياسي مصري.

### سبتمبر
- 9 سبتمبر – عبد اللطيف البغدادي (مواليد 1917) سياسي مصري.
- 12 سبتمبر – محمد علي فهمي (مواليد 1920)
- 20 سبتمبر – تحية كاريوكا (مواليد 1919) راقصة شرقية وممثلة مصرية.